# Bellardiella minor
Bellardiella minor is een slakkensoort uit de familie van de Pupinidae. De wetenschappelijke naam van de soort werd voor het eerst geldig gepubliceerd in 1891 door Hedley.